# Sultanat Darfur

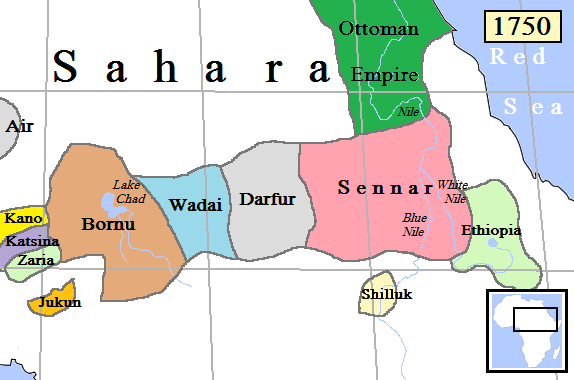
Lage der Region Darfur um 1750

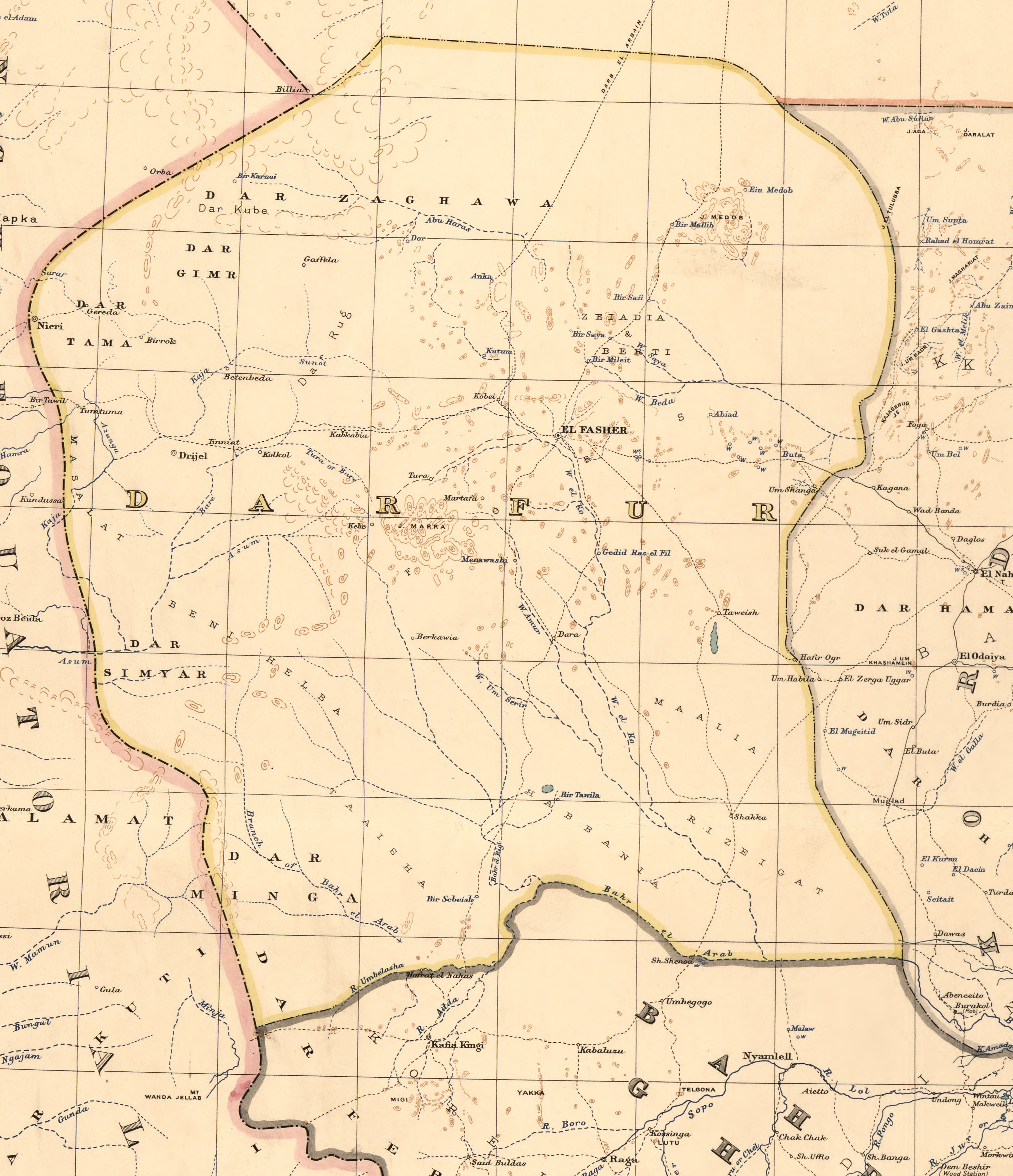
Karte Darfurs um 1914

Das Sultanat Darfur, auch Fur-Sultanat, war ein Reich, das vom 17. bis zum 20. Jahrhunderts in der Region Darfur, die heute im Westen des Sudans liegt, bestand.

## Geschichte

### Blütezeit
Suleiman Solong (1596–1637) war der erste Sultan von Darfur. Er erhob den Islam zur Staatsreligion. Tiefgreifende Veränderungen fanden jedoch erst unter der Herrschaft Ahmed Bakrs (1682–1722) statt, der Moscheen baute und Lehrer ins Land holte. 1787 bekämpfte Sultan Mohammed Tayrab das Sultanat von Sannar, kam jedoch nur bis Omdurman, da ihm dort der Nil den Weg versperrte. Da er sein Projekt jedoch nicht aufgeben wollte, blieb Tayrab mit seiner Armee monatelang in Omdurman. Angestiftet durch unzufriedene Häuptlinge wurde er von seiner Frau vergiftet und die Armee kehrte schließlich nach Darfur zurück.
Nach dem Tod Tayrabs wurde Abd al Rahman Ahmad Bakri Sultan von Darfur. Unter ihm erreichte das Sultanat seinen Höhepunkt. Nach seinem Tod folgte ihm sein Sohn Mohammed Fadl 1801 auf dem Thron, welcher im Thronstreit mit seinem Bruder Mohammed Abu Madyan stand. In der Regierungszeit von Mohammed Fadl besetzten die Ägypter das Sultanat von Sannar und Kurdufan, welches im Osten an Darfur angrenzte. Darfur selbst wurde zwar nicht besetzt, aber das Land wurde von der Außenwelt völlig abgeschottet. Für das Sultanat Darfur begann eine schwierige Koexistenz mit den neuen Nachbarn, welche die traditionellen Sklavenrouten nach Süden in die Bahr al-Ghazal-Region kontrollierten. Nach dem Tod von Mohammed Fadl bestieg dessen Sohn Mohammed Hussein al Mahdi den Thron und regierte bis 1873. Die Herrschaft von dessen Sohn Ibrahim Mohammed Hussein wurde durch die ägyptische Invasion des Landes beendet. 1873 griff der Sklavenhändler al-Zubayr Rahma und eine ägyptische Armee unter Ismael Pascha Aiyub das Sultanat an und eroberte es bis 1874 für Ägypten. Bei Manawaki wurde der Sultan von al-Zubayr getötet. Der Onkel des Sultans Bosh Ibn Mohammed El Fadl setzte den Kampf fort und wurde 1875 ebenfalls getötet. Darfur gehörte nun offiziell zum Herrschaftsbereich des Türkisch-Ägyptischen Sudans. Dagegen gab es ab Januar 1877 eine Revolte durch Harun ibn Sayf ad-Din. Dieser verschanzte sich in den Marra-Bergen. Dort wurde er 1879 durch den ägyptischen Gouverneur, den österreichischen Abenteurer, Slatin Pascha geschlagen.

### Mahdi-Aufstand
1881 brach im Sudan der Mahdiaufstand aus. Am 23. Dezember 1883 musste sich Rudolf Slatin der Armee des Mahdi ergeben. Am 15. Januar 1884 fiel al-Faschir nach einwöchiger Belagerung an die Mahdisten. Mohammed Khalid wurde als der neue Statthalter in Darfur eingesetzt. Sultan Muḥammad Būlād von Dar Sila nutzte den Zerfall sich dessen Bezirke Dār Fongoro (im Südosten), sowie danach Dār Galfige und Dār Sinyār einzuverleiben.
Nach dem Tod des Mahdi, Muhammad Ahmad, folgte eine Phase, in der drei von ihm bestellte Nachfolger (Kalifen) um die Macht im Sudan kämpften. Der Schwiegersohn des Mahdi, Mohammed al-Scharif, konnte Mohammed Khalid, den Statthalter in Darfur, für sich gewinnen. Im Zuge der Machtkämpfe wurden durch diesen die Familien der Darfur-Sultane als Verbündete gegen den Kalifen Abdallahi ibn Muhammad wieder eingesetzt. Nach der Gefangennahme Mohammed Khalids strebte ihr Anführer Jussuf Ibrahim die Unabhängigkeit an. Kalif Abdullahi entsandte Osman Adam, den Gouverneur von Kurdufan. Dieser schlug Jussuf Ibrahim in zwei Schlachten. Jussuf Ibrahim zog sich darauf in die Marra-Berge zurück und wurde dort getötet. Sein Bruder Abu Kairat rief sich daraufhin zum Sultan von Darfur aus. Er verbündete sich mit dem Heiligen Ahmed Abu Jummaisa, der ebenfalls gegen Abdullahi kämpfte. Der Kalif entsandte daraufhin erneut Osman Adam. Am 22. Februar 1889 kam es bei al-Faschir zur Schlacht, in der die Armee des Kalifen siegreich war.

### Anglo-Ägyptischer Sudan

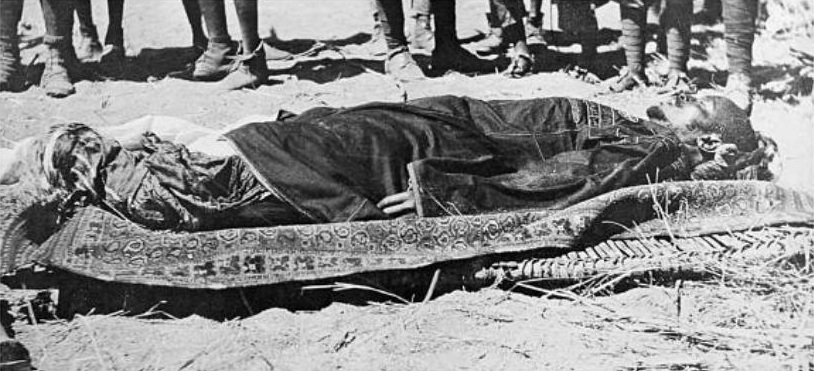
Ali Dinar, letzter Sultan von Darfur, nach seinem Tod in der Schlacht

Sultan Ali Dinar, wurde von den Briten nach ihrem Sieg im Mahdi-Aufstand wieder eingesetzt. Obwohl er ein Gegner Dār Silas war, akzeptierte er eine Tochter des Sultans zur Frau und überließ Dār Fongoro und Dār Sinyār seinem neuen Schwiegervater.
Während des Ersten Weltkriegs widersetze er sich den Briten, indem er sich weigerte, seinen üblichen Tribut an die Regierung des  Anglo-Ägyptischen Sudan zu entrichten und sich 1915 auf die Seite des Osmanischen Reichs schlug. Sirdar Reginald Wingate stellte sodann eine Truppe von rund 2000 Mann zusammen. Unter dem Kommando von Oberstleutnant Philip James Vandeleur Kelly marschierte die Truppe im März 1916 in Darfur ein (Anglo-ägyptische Darfurexpedition) und schlug die Fur-Armee entscheidend bei Beringia und besetzte die Hauptstadt Al-Faschir im Mai. Ali Dinar war zuvor in die Berge geflohen. Verhandlungen über eine Kapitulation wurden schließlich von den Briten abgebrochen. Als sein Aufenthaltsort bekannt wurde, spürte eine kleine Truppe den Sultan auf und tötete ihn im November 1916. Daraufhin wurde Darfur vollständig der britischen Verwaltung des Anglo-Ägyptischen Sudan unterworfen und blieb auch nach der Unabhängigkeit ein Teil des Sudan.

## Hauptstadt
Im 18. Jahrhundert war al-Faschir das Zentrum des Sultanats.
Der Palast des Sultans ist bis heute erhalten und beherbergt jetzt ein Museum, das besichtigt werden kann.